# Roszada

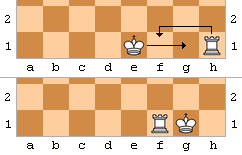
Krótka roszada: O-O

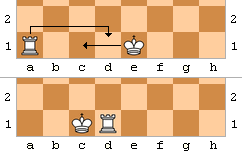
Długa roszada: O-O-O

Roszada – specyficzny ruch w szachach, w którym jednocześnie uczestniczą król i jedna z wież tego samego koloru.
Roszada polega na przesunięciu króla o dwa pola w kierunku wieży, a następnie ustawieniu wieży na polu, które minął król. Diagramy obok ilustrują to posunięcie.
Roszadę można wykonać, jeśli:
- król nie wykonał ruchu od początku partii,
- wieża uczestnicząca w roszadzie nie wykonała ruchu od początku partii,
- pomiędzy królem i tą wieżą nie ma innych bierek,
- król nie jest szachowany,
- pole, przez które przejdzie król nie jest atakowane przez bierki przeciwnika,
- roszada nie spowoduje, że król znajdzie się pod szachem.
- król i wieża znajdują się na tej samej linii (białe na pierwszej, a czarne – na ósmej linii) – przepis wprowadzony przez FIDE w 1972, w celu uniknięcia roszad wykonywanych przez króla i wieżę powstałą w wyniku promocji piona na polu e8/e1 (zob. Roszada Pama-Krabbégo).

Błędem jest przeświadczenie, że wieża uczestnicząca w roszadzie nie może być atakowana lub że nie może ona przechodzić przez atakowane pola. Błędne jest również mniemanie, że król, który wcześniej (w poprzednich ruchach) był szachowany (lecz nie wykonał posunięcia), nie może wykonać roszady.
W oficjalnych rozgrywkach szachowych wymaga się, by w pierwszej kolejności przemieścić króla, a następnie wieżę. W wypadku gdy zawodnik jako pierwszą przemieści wieżę, sędzia ma prawo udzielić mu upomnienia. W takim przypadku roszada nie może być wykonana (reguluje to przepis 4.4.b Przepisów Gry w Szachy).
Roszada, w której uczestniczy wieża h (czyli roszada na skrzydle królewskim), nazywana jest krótką roszadą, roszadę w przeciwnym kierunku (na skrzydle hetmańskim) nazywamy długą roszadą. W notacji algebraicznej O-O oznacza krótką roszadę, długą zapisuje się tak: O-O-O. Roszadę wykonywaną przez króla i wieżę powstałą w wyniku promocji piona na polu e8/e1 zapisywano O-O-O-O (zob. Roszada Pama-Krabbégo). Przepisy FIDE zezwalają tylko na wykonanie roszady krótkiej i długiej. Roszada z wykorzystaniem wieży po promocji piona na e8 lub e1 jest nieprawidłowym posunięciem.
We wczesnej fazie partii gracze zazwyczaj dążą do wykonania roszady, ponieważ dzięki niej w jednym ruchu można osiągnąć dwa wartościowe cele: przesunąć króla w bezpieczniejsze miejsce z dala od centrum i udostępnić wieży aktywniejszą pozycję w centrum. Gdy król został zmuszony do wykonania innego ruchu niż roszada, często dąży się do osiągnięcia wyżej opisanych celów w kilku posunięciach. Sytuację, w której król i wieża bez roszady zajmą pozycję taką, jaką można uzyskać dzięki roszadzie, czasami nazywa się sztuczną roszadą.
Do końca XVI wieku roszada nie była znana w obecnej formie, zamiast niej stosowano tak zwaną capriolę, polegającą na skoku króla o dwa pola w dowolnym kierunku, często ruchem skoczka. 